# Виноградов, Евгений Евгеньевич
Евгений Евгеньевич Виноградов (30 марта 1972) — советский и российский футболист, защитник, полузащитник.
Начинал карьеру в команде второй советской лиги «Зоркий» Красногорск в 1989 году. Следующие четыре года провёл в московском клубе «Звезда» / ТРАСКО, выступавшем во второй низшей лиге СССР и второй российской лиге. В 1994—2003 годах играл в команде «Мосэнерго» в третьей и второй лигах, в 366 играх забил 33 мяча. Профессиональную карьеру завершил в клубах второго дивизиона «Лобня-Алла» (2004—2006) и «Знамя Труда» Орехово-Зуево (2007).